# Coupe de Belgique masculine de handball 2014-2015
Navigation
Édition précédente Édition suivante
La Coupe de Belgique masculine de handball fut la 51e édition de cette compétition organisée par l'Union royale belge de handball (URBH).
La finale se joua au Country Hall de Liège le 28 mars 2015 à 20h30.
Elle opposa l'Achilles Bocholt au United HC Tongeren, tous deux affiliés à la VHV.
Finale 100% limbourgeoise, ce fut la huitième finales pour les éburons et la deuxième finale pour les campinois.
La victoire reviendra à l'Achilles Bocholt qui remporta la Coupe de Belgique pour la deuxième fois de son histoire.

## Tour préliminaire

### LFH
25 clubs affiliés à la LFH participèrent aux tours préliminaires comprenant deux tours.
Seuls 8 clubs sont qualifiés pour la phase de finale, le HC Visé BM est qualifié d'office.

#### Premier tour
| Club                  | Résultat | Club                    |
| --------------------- | -------- | ----------------------- |
| HSC Tubize            | 27-30    | HC Kraainem             |
| HBC Charleroi-Ransart | 25-22    | H.Villers 59            |
| Entende du Centre CLH | 29-30    | KTSV Eupen 1889         |
| Jeunesse Jemeppe      | 30-22    | JS/EP Herstal +3        |
| HC Sprimont           | 25-22    | SHC Mont-sur-Marchienne |
| HC Amay               | 36-20    | HC Old Blacks           |
| Renaissance Montegnée | 28-30    | ROC Flémalle +3         |
| HC Herstal/Trooz      | 23-25    | HC Perewez              |
| HC 200 Ans +3         | 24-29    | Waterloo ASH            |

#### Deuxième tour
| Club                | Résultat | Club                     |
| ------------------- | -------- | ------------------------ |
| EHC Tournai         | 51-15    | HC Perewez +5            |
| Jeunesse Jemeppe +3 | 31-39    | RHC Grâce-Hollogne       |
| HC Eynatten-Raeren  | 41-23    | HC Sprimont +5           |
| ROC Flémalle        | 27-26    | HBC Charleroi-Ransart +3 |
| HC Amay +3          | 28-38    | HC Kraainem              |
| Union beynoise      | 28-30    | Waterloo ASH +5          |
| KTSV Eupen 1889 +3  | 32-22    | United Brussels HC       |

## Phase finale

### Quart de finale
- : Tenant du titre

| LFH                                                                                 | VHV |
| - HC Visé BM (Division 1) - HC Eynatten-Raeren (Division 1) - Waterloo ASH (D1 LFH) | - Achilles Bocholt (BeNe League) - United HC Tongeren (BeNe League) - Initia HC Hasselt (BeNe League) - KV Sasja HC Hoboken (BeNe League) - HC Atomix (Division 2) |

| Club               | Résultat | Club                | Lieu                                  | Date, heure |
| ------------------ | -------- | ------------------- | ------------------------------------- | ----------- |
| HC Atomix          | 30-25    | Initia HC Hasselt   | Sporthal Den Dijk, Haacht             | ?           |
| HC Visé BM         | 29-40    | KV Sasja HC Hoboken | Hall Omnisports de Visé, Visé         | ?           |
| HC Eynatten-Raeren | 32-35    | United HC Tongeren  | Sporthalle Eynatten, Raeren           | ?           |
| Waterloo ASH       | 20-32    | Achilles Bocholt    | Hall Omnisports de Waterloo, Waterloo | ?           |

### Demi-finales
| LFH                    | VHV |
| - Plus de représentant | - Initia HC Hasselt (BeNe League) - Achilles Bocholt (BeNe League) - United HC Tongeren (BeNe League) - KV Sasja HC Hoboken (BeNe League) |

| Club               | Résultat | Club                | Lieu                             | Date, heure |
| ------------------ | -------- | ------------------- | -------------------------------- | ----------- |
| Achilles Bocholt   | 27-25    | Initia HC Hasselt   | Sportcomplex De Damburg, Bocholt | ?           |
| United HC Tongeren | 31-20    | KV Sasja HC Hoboken | Eburons Dôme Tongeren, Tongres   | ?           |

### Finale
La finale se disputa au Country Hall de Liège le ?.
| LFH                       | VHV                              |
| - HC Visé BM (Division 1) | - Initia HC Hasselt (Division 1) |

| Club             | Résultat | Club               | Lieu                | Date, heure |
| ---------------- | -------- | ------------------ | ------------------- | ----------- |
| Achilles Bocholt | 32-27    | United HC Tongeren | Country Hall, Liège | ?           |

## Vainqueur
| Coupe de Belgique de handball 2014-2015 Achilles Bocholt 2e titres |